# Cornuscoparia schlaginhaufeni
Cornuscoparia schlaginhaufeni är en skalbaggsart som först beskrevs av Heller 1910.  Cornuscoparia schlaginhaufeni ingår i släktet Cornuscoparia och familjen långhorningar. Inga underarter finns listade i Catalogue of Life.